# Университет Риссё
Университет Риссё (яп. 立正大学, りっしょうだいがく, «риссё дайгаку») — частный университет в Японии. Расположен в районе Синагава, в метрополии Токио. Основан в 1924 году. Выводит свою историю от монашеского училища буддистского монастыря Ханко, основанного в 1580 году монахами секты Нитирэн. Предшественниками университета является Академия Коллегия секты Нитирэн и Университет секты Нитирэн. В 1949 году университет Риссё был реорганизован. Название «Риссё» означает «Установление праведности» и происходит от первых двух иероглифов труда патриарха Нитирэна «Трактата об установлении праведности и успокоения государства». Специализацией заведения являются гуманитарные науки с усиленным изучением буддизма.